# 深田真弘
深田 真弘（ふかだ ただひろ, 1974年9月27日 - ）は、滋賀県大津市出身のドリフトドライバー。ニックネームは「深田仕様」、「たーさん」、「深田センパイ」。

## 略歴
2011年、D1グランプリ（D1GP）とドリフトマッスルに参戦を開始。D1GPではソアラ (JZZ30) を、ドリフトマッスルではワンビアを使用。ドリフトマッスル第2戦の備北ハイランドサーキットでは、追走において中村直樹と対決した時に「元祖サバビア」と呼ばれたブルーとシルバーのツートンのワンビアを大クラッシュさせ廃車にする事故があった。なお、この事故で本人も肋骨にひびが入ったという。
2013年にはD1GPで使用するマシンをマークII（JZX100）に変更した。
2015年からは同年創設されたフォーミュラ・ドリフト ジャパン（FDJ）にもマークIIで参戦。第2戦富士スピードウェイでは3位入賞を果たし、シリーズランキング5位で1年を終えた。また、同年のMSC全国大会ではセカンドカーのトヨタ・チェイサー (JZX100) で優勝している。
2016年には、D1GP開幕戦お台場にて参戦6年目にして初の予選通過を果たした。また同年7月に富士スピードウェイで開催されたFDJ特別戦では予選2位、決勝では優勝を果たした。
2018年以降はFDJに参戦カテゴリーを絞って活動している。同年のFDJではシリーズランキング年間9位となった。
2019年は21位、2020年は23位、2021年は2回の3位入賞を果たしシリーズランキング年間6位となった。
2022年はトラブルに悩まされシリーズ32位で終えた。

## 人物
- 身長は190cm[2]で、D1GP史上最も身長が高い日本人選手である。

- ドライバーとして活動する一方で、滋賀県大津市で自動車の買取・販売・整備などを行うショップのDeefiel（ディフィール）を経営している。また、京都府内や滋賀県内で政府要人のドライバーも務めている[7]。

- D1GPでMCを務める辻直樹とは同郷（滋賀出身）であり、辻より年上であることからマイクを通して「センパイ」を連呼され、D1ファンからは「深田センパイ」と呼ばれる事が多い。また、D1GPやD1ライツではレポーターを務めることもある。

- FDJでは、いつも同じ角度やライン取りでミスの少ない走りをすることから「職人」と呼ばれることがある。

- テレビ大阪の番組『走改車楽!』に複数回出演した[8]。

•2022年8月26日、びわ湖放送の『金曜オモロしが』にに生出演した。